# Miss Brasil 2014
Miss Brasil 2014 foi a 60.ª edição do tradicional concurso de beleza da franquia Miss Brasil, que busca selecionar a melhor candidata brasileira para o Miss Universo. Vinte e sete candidatas representando as unidades de federação participaram do evento, cuja final aconteceu no dia 27 de setembro no Centro de Eventos do Ceará, em Fortaleza. Foi a segunda edição do concurso na capital cearense, que realizou anteriormente o Miss Brasil 2012.
Esta edição do certame foi a terceira sob a coordenação da Enter Entertainment Experience, empresa de eventos do Grupo Bandeirantes, e a décima segunda consecutiva televisionada nacionalmente pela Rede Bandeirantes. A vencedora representou o país no Miss Universo 2014, em janeiro de 2015, em Miami, nos Estados Unidos. A Miss Brasil 2013, Jakelyne Oliveira coroou sua sucessora Melissa Gurgel ao final do concurso.
A apresentação da competição ficou por conta do estreante André Vasco e da veterana Renata Fan, que exerceu essa função pela terceira vez seguida, e teve comentários e entrevistas comandadas por Patrícia Maldonado. O cantor azeri Emin Ağalarov foi a atração musical do concurso, sendo a segunda vez que um cantor estrangeiro se apresentou no Miss Brasil. A primeira aconteceu no concurso de 2002, com o francês Chris Durán.

## Resultados

### Colocações

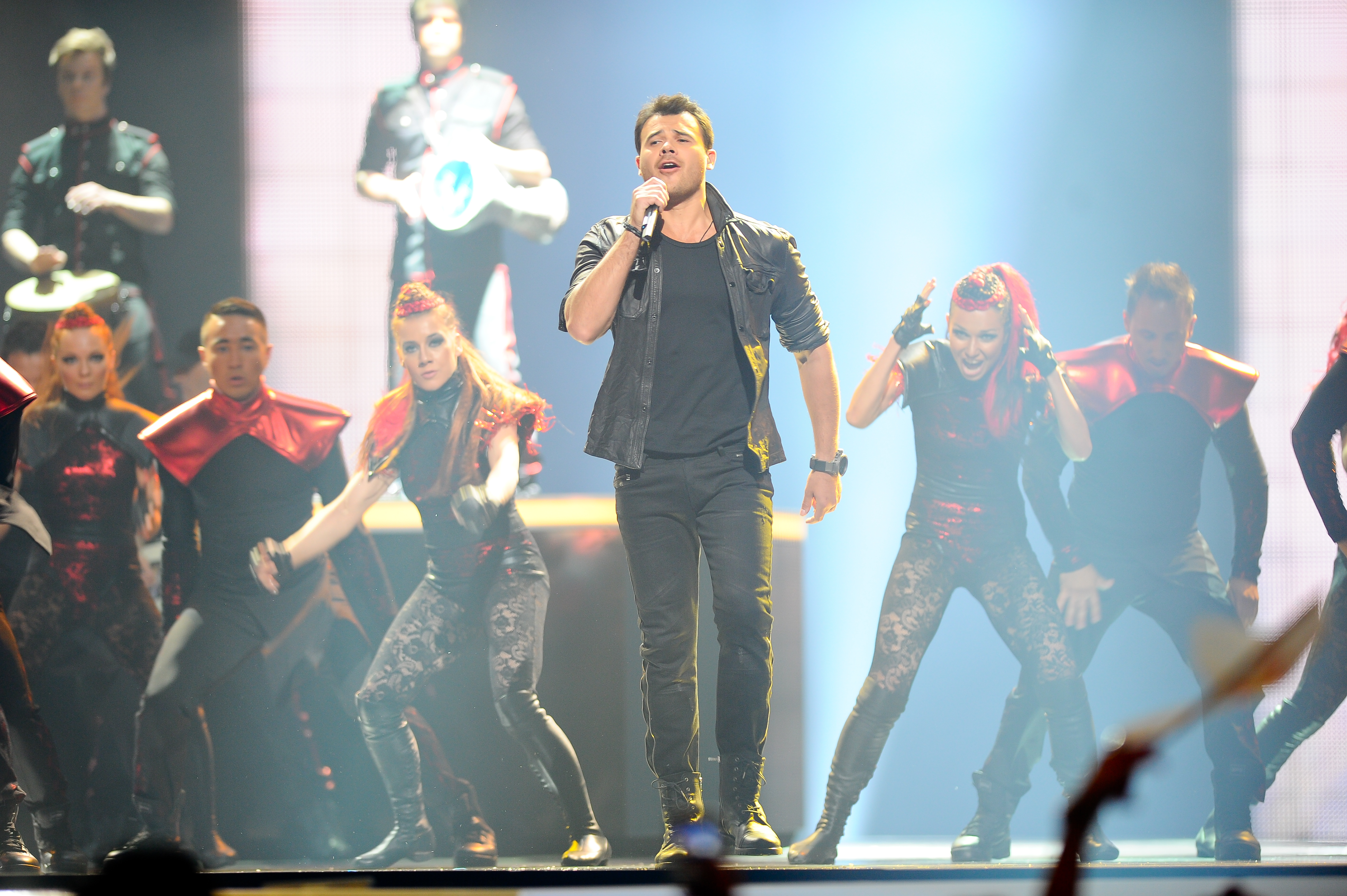
O cantor azeri Emin Ağalarov foi a principal atração musical do concurso de 2014. Emin se apresentou, também, no Miss Universo 2013, realizado em Moscou, e no Festival Eurovisão da Canção 2012, em Baku, no Azerbaijão.
| Posição                 | Estado e Candidata |
| ----------------------- | --- |
| Vencedora               | - Ceará - Melissa Gurgel |
| 2º. Lugar               | - São Paulo - Fernanda Leme |
| 3º. Lugar               | - Rio Grande do Norte - Deise Benício |
| (TOP 05) Finalistas     | - Amapá - Priscila Winny - Goiás - Beatrice Fontoura |
| (TOP 10) Semifinalistas | - Amazonas - Ytala Narjjara - Distrito Federal - Luísa Lopes - Maranhão - Larissa Pires - Rio Grande do Sul - Marina Helms - Santa Catarina - Laura Lopes |
| (TOP 15) Semifinalistas | - Acre - Iasmyne Sampaio - Espírito Santo - Amanda Recla - Pará - Larissa Oliveira - Paraná - Nathaly Goolkate - Rio de Janeiro - Hosana Elliot           |

### Premiações Especiais
A Miss Voto Popular teve automaticamente o direito de figurar no Top 15.
| Premiação           | Estado e Candidata              |
| ------------------- | ------------------------------- |
| Miss Simpatia       | - Rondônia - Sinaira Machado    |
| Melhor Traje Típico | - Espírito Santo - Amanda Recla |
| Miss Voto Popular   | - Espírito Santo - Amanda Recla |

### Ordem dos Anúncios
| 1. Pará 2. Paraná 3. Amazonas 4. Rio Grande do Norte 5. Distrito Federal 6. Santa Catarina 7. Goiás 8. Maranhão 9. São Paulo 10. Acre 11. Amapá 12. Rio de Janeiro 13. Rio Grande do Sul 14. Ceará 15. Espírito Santo | 1. Ceará 2. Distrito Federal 3. Rio Grande do Norte 4. Rio Grande do Sul 5. Santa Catarina 6. São Paulo 7. Amapá 8. Amazonas 9. Goiás 10. Maranhão | 1. Ceará 2. São Paulo 3. Rio Grande do Norte 4. Amapá 5. Goiás | 1. São Paulo 2. Rio Grande do Norte 3. Ceará |

## Resposta Final
Questionada pela jurada Natália Guimarães sobre como ela reverteria a falta de ocupação profissional dos jovens, a vencedora respondeu:
| “ | Boa noite à todos os telespectadores da Band, à todos os presentes. E respondendo a sua pergunta, eu faria o que, eu criaria programas educacionais que atraíssem os jovens. Tanto os jovens que não querem estudar, como até as crianças que estão na rua, para poder estudarem e se formarem de uma maneira perfeita, como atraindo ele para pegar suas habilidades, as aptidões e investindo em cursos profissionalizantes. Obrigada. | ” |

## Jurados
| Foram responsáveis pela escolha da vencedora: 1. Aline Midlej, jornalista; 2. Dr. Filippo Pedrinola, endocrinologista; 3. Maurício Harger, presidente da Amanco; 4. Lúcio Albuquerque, presidente da Handara; 5. Ivana Bezerra de Menezes, vice-presidente da ABIH; 6. Jéssika Angelim, coordenadora de marketing do Beach Park; 7. Natália Guimarães, Miss Brasil 2007 e Vice-Miss Universo 2007; 8. Tatiana Ponce, diretora de marketing e trade da Nivea; 9. Bismarck Maia, Secretário de Turismo do Ceará; 10. Nivaldo Prieto, jornalista e locutor; 11. Ticiana Villas Boas, jornalista. 12. J.R. Duran, fotógrafo; | Foram responsáveis por selecionar as semifinalistas: 1. Beto Y Plá, gerente artístico da Band; 2. Rebeca Thomaz, estilista da grife Água de Côco. 3. Edith Gomes, estilista e dona do blog Tudo com Moda; 4. Gabriela Fagliari, diretora de projetos da Enter; 5. Evandro Hazzy, diretor técnico do Miss Brasil; Foram responsáveis pela escolha do mais belo traje típico: 1. Fabinho Araújo, maquiador; 2. Lairton Guedes, presidente da Ass. Txai Cultura e Arte; 3. Nicole Cherevek, figurinista. |

## Programação Musical
Durante os desfiles da final, músicas de apoio foram tocadas:
- Abertura: Bang Bang por Jessie J, Ariana Grande e Nicki Minaj;
- Desfile de Biquini: All About That Bass, por Meghan Trainor;
- Desfile de Traje de Gala: Sing, por Ed Sheeran;
- Desfile de Maiô: Instrumental;
- Final Look: Amor, por Emim (ao vivo).

## Candidatas
Todas as candidatas ao título deste ano:
| Estado              | Candidata          | Idade | Altura | Representação           | Ref.   |
| ------------------- | ------------------ | ----- | ------ | ----------------------- | ------ |
| Acre                | Iasmyne Sampaio    | 19    | 1.74   | Rio Branco              | [ 12 ] |
| Alagoas             | Aline Macêdo       | 20    | 1.75   | Arapiraca               | [ 13 ] |
| Amapá               | Priscila Winny     | 22    | 1.80   | Cutias do Araguari      | [ 14 ] |
| Amazonas            | Ytala Narjjara     | 21    | 1.79   | Manaus (Loja M2)        | [ 15 ] |
| Bahia               | Anne Lima          | 20    | 1.81   | Caetité                 | [ 16 ] |
| Ceará               | Melissa Gurgel     | 20    | 1.68   | Maracanaú               | [ 17 ] |
| Distrito Federal    | Luísa Lopes        | 24    | 1.77   | Águas Claras            | [ 18 ] |
| Espírito Santo      | Amanda Recla       | 20    | 1.78   | Aracruz                 | [ 19 ] |
| Goiás               | Beatrice Fontoura  | 24    | 1.79   | Goiânia                 | [ 20 ] |
| Maranhão            | Larissa Pires      | 21    | 1.78   | Balsas                  | [ 21 ] |
| Mato Grosso         | Jéssica Rodrigues  | 20    | 1.79   | Juara                   | [ 22 ] |
| Mato Grosso do Sul  | Érika Moura        | 20    | 1.75   | Três Lagoas             | [ 23 ] |
| Minas Gerais        | Karen Porfiro      | 23    | 1.74   | Timóteo                 | [ 24 ] |
| Pará                | Larissa Oliveira   | 20    | 1.83   | Colares                 | [ 25 ] |
| Paraíba             | Larissa Muniz      | 18    | 1.75   | Esperança               | [ 26 ] |
| Paraná              | Nathaly Goolkate   | 24    | 1.81   | Carambeí                | [ 27 ] |
| Pernambuco          | Rhayanne Nery      | 19    | 1.75   | Recife                  | [ 28 ] |
| Piauí               | Verbiany Leal      | 23    | 1.80   | Batalha                 | [ 29 ] |
| Rio de Janeiro      | Hosana Elliot      | 21    | 1.82   | Rio de Janeiro          | [ 30 ] |
| Rio Grande do Norte | Deise Benício      | 23    | 1.77   | São Gonçalo do Amarante | [ 31 ] |
| Rio Grande do Sul   | Marina Helms       | 23    | 1.77   | São Lourenço do Sul     | [ 32 ] |
| Rondônia            | Sinaira Machado    | 24    | 1.74   | Porto Velho             | [ 33 ] |
| Roraima             | Marina Pasqualotto | 23    | 1.80   | Boa Vista               | [ 34 ] |
| Santa Catarina      | Laura Lopes        | 22    | 1.80   | Balneário Camboriú      | [ 35 ] |
| São Paulo           | Fernanda Leme      | 22    | 1.82   | Ribeirão Preto          | [ 36 ] |
| Sergipe             | Priscilla Pinheiro | 21    | 1.80   | Campo do Brito          | [ 37 ] |
| Tocantins           | Wizelany Marques   | 20    | 1.73   | Palmas                  | [ 38 ] |

## Concursos Estaduais
| - Miss Acre 2014 - Miss Alagoas 2014 - Miss Amapá 2014 - Miss Amazonas 2014 - Miss Bahia 2014 - Miss Ceará 2014 - Miss Distrito Federal 2014 - Miss Espírito Santo 2014 - Miss Goiás 2014 | - Miss Maranhão 2014 - Miss Mato Grosso 2014 - Miss Mato Grosso do Sul 2014 - Miss Minas Gerais 2014 - Miss Pará 2014 - Miss Paraíba 2014 - Miss Paraná 2014 - Miss Pernambuco 2014 | - Miss Piauí 2014 - Miss Rio de Janeiro 2014 - Miss Rio Grande do Norte 2014 - Miss Rio Grande do Sul 2014 - Miss Rondônia 2014 - Miss Roraima 2014 - Miss São Paulo 2014 - Miss Sergipe 2014 |  |

## Transmissões
| - Miss Amazonas - TV Bandeirantes Amazonas (VT) - Miss Bahia - TV Bandeirantes Bahia (Ao Vivo) - Miss Ceará - TV Jangadeiro (VT) - Miss Distrito Federal - TV Bandeirantes Brasília (Ao Vivo) - Miss Minas Gerais - TV Bandeirantes Minas (Ao Vivo) - Miss Paraíba - TV Clube (Ao Vivo) - Miss Paraná - TV Bandeirantes Curitiba (VT) - Miss Pernambuco - TV Tribuna (VT) - Miss Rio de Janeiro - TV Bandeirantes Rio de Janeiro (Ao Vivo) - Miss Rio Grande do Sul - TV Bandeirantes Rio Grande do Sul (Ao Vivo) - Miss Rondônia - TV Meridional (VT) - Miss Santa Catarina - TV Bandeirantes Santa Catarina (Ao Vivo) - Miss São Paulo - Rede Bandeirantes (Ao Vivo) | - Miss Goiás - Diário da Manhã - Miss Minas Gerais - Band.com.br - Miss Paraíba - Band.com.br - Miss Rio de Janeiro - DCast.tv - Miss Rio Grande do Sul - Band.com.br - Miss Santa Catarina - Band.com.br - Miss São Paulo - Band.com.br |

## Outras Informações

### Sobre as Misses
Paraíba
Em 14 de agosto de 2014, a organização do concurso Miss Paraíba anunciou que a vencedora deste ano, Janaynna Souza, havia renunciado ao título de Miss Paraíba em decorrência de divergências entre a data da realização do concurso Miss Brasil 2014 e trabalhos fora do país. Com isso, a segunda colocada no concurso estadual, Larissa Muniz, assumiu o título.

- Priscilla Winny (Amapá) é natural de Belém, no Pará.
- Ytala Narjjara (Amazonas) é natural de Cruzeiro do Sul, no Acre.[45]
- Beatrice Fontoura (Goiás) é nascida em Natal, Rio Grande do Norte.
- Mariana Pasqualoto (Roraima) nasceu em Palotina, Paraná.
- Laura Lopes (Santa Catarina) nasceu em Porto Alegre, Rio Grande do Sul.
- Wizelany Marques (Tocantins) nasceu em Brasília, Distrito Federal.
- Duas misses são nascidas no Acre, no Pará, no Distrito Federal, no Rio G. do Norte e no Rio G. do Sul.

### Sobre as Etapas Estaduais
- O Miss Paraná foi o concurso estadual mais disputado, com 68 candidatas presentes na final televisionada.
- Em contrapartida, o Miss Acre e o Miss Roraima tiveram 10 aspirantes ao título cada um.
- O concurso com mais desistências de misses foi o Miss Sergipe, com 10 ausências.
- O Miss Amazonas foi, pela quarta vez consecutiva, o primeiro estadual válido para a disputa nacional.
- Somente a Miss Tocantins foi aclamada, devido ao fato do concurso local não ter sido realizado.
- Nove concursos estaduais foram transmitidos ao vivo este ano, sendo um somente pela internet (Miss Goiás).
- O Miss Amazonas e o Miss Rondônia foram os únicos concursos da região Norte com transmissão televisiva.

## Comparação das Premiações

### Subiram
O Rio Grande do Norte, depois de ser classificado no Top 10 do Miss Brasil do ano anterior, conseguiu uma segunda classificação consecutiva. São Paulo continuou entre as finalistas, mas este ano terminou em segundo lugar. O Ceará, depois de ter se classificado no Top 10 anteriormente, coroou pela terceira vez uma Miss Brasil. No ano anterior Santa Catarina, classificou-se no Top 15, neste ano evoluiu para o Top 10. Os Estados do Acre, Amapá, Goiás e Maranhão tiraram um jejum de não classificações esse ano, pois, depois de 3 anos, o Acre conseguiu uma vaga no Top 15, enquanto o Amapá quebrou um hiato de 15 anos sem classificação, terminando pela primeira vez entre as cinco finalistas. Já Goiás se posicionou entre as finalistas depois de 5 anos sem classificação. Além disso, o Maranhão também se classificou entre as 10 finalistas este ano, depois de um hiato de 6 anos, quando levou um top 15 em 2008. Depois de uma não classificação em 2013, o estado do Amazonas e o Distrito Federal também terminaram no Top 10.

### Caíram
A queda mais brusca foi a de Mato Grosso, que, depois de coroar a Miss Brasil 2013, sequer conseguiu classificação. Minas Gerais e Bahia, que conseguiram alcançar respectivamente o 2º e 3º lugar em 2013, também não se classificaram. Depois de ter alcançado o Top 5 em 2013, o Paraná viu a sua candidata parar no Top 15. Pernambuco e Sergipe caíram do Top 10 para uma não classificação em 2014. E, do Top 15 passado, apenas o Mato Grosso do Sul não conseguiu classificar-se entre as mais belas do País.

### Estagnados
O Rio Grande do Sul parou no Top 10 do concurso pelo segundo ano consecutivo. No Top 15, continuam permanecendo o Espírito Santo, invicto em classificações desde 2007, o Pará e o Rio de Janeiro. Continuam sem classificação por um longo período os estados de Alagoas e Roraima (10 anos), Rondônia (7 anos), Piauí (6 anos), Paraíba e Tocantins (4 anos).

## Audiência
Exibido das 22h17 à 0h36, o concurso Miss Brasil 2014 registrou média de 2,9 pontos na medição do Ibope realizada na Grande São Paulo (principal praça para as decisões do mercado publicitário)  - um ponto a menos que o registrado no ano anterior.

Na comparação com outras edições do concurso, a queda é ainda maior: em relação ao Miss Brasil 1982, transmitido pelo SBT no dia 26 de junho do ano em questão, houve uma queda de 35,5 pontos - mais ou menos a média registrada por um capítulo da novela Império (Globo), que estava em cartaz à época do concurso. Considerando-se apenas o período em que está na Band (desde 2003), a queda é de 4,1 pontos.

## Participação em Outros Concursos
| Miss Distrito Federal - 2014: Tocantins - Wizelany Marques (3º. Lugar) - (Representando a região adm. de São Sebastião) Miss Pará - 2013: Pará - Larissa Oliveira (Semifinalista) - (Representando o município de Salinópolis) - 2013: Amapá - Priscila Winny (Semifinalista) - (Representando o município de Marituba) Miss Rio Grande do Norte - 2010: Rio Grande do Norte - Deise Benício (2º. Lugar) - (Representando o município de Macaíba) - 2012: Sergipe - Priscilla Pinheiro (4º. Lugar) - (Representando o município de Areia Branca) - 2013: Sergipe - Priscilla Pinheiro (5º. Lugar) - (Representando o município de Mossoró) Miss Mundo São Paulo - 2011: São Paulo - Fernanda Leme (2º. Lugar) - (Representando o município de Ribeirão Preto) Miss Paraná Globo - 2008: Paraná - Nathaly Goolkate (2º. Lugar) Miss Mundo Brasil - 2009: Piauí - Verbiany Leal - (Representando o Estado do Piauí) - 2011: Amapá - Priscila Winny - (Representando o Estado do Pará) - 2011: São Paulo - Fernanda Leme (Desistiu) - (Iria representar o arquipélago de Ilhabela) - 2016: Goiás - Beatrice Fontoura (Vencedora) - (Representando o Estado de Goiás) Miss Terra Brasil - 2013: Pará - Larissa Oliveira - (Representando o arquipélago de Ilha do Marajó) - 2011: Rio Grande do Norte - Deise Benício - (Representando o Estado do Rio Grande do Norte) - 2011: Rondônia - Sinaira Machado - (Representando o Estado de Rondônia) - 2010: Distrito Federal - Luísa Lopes (Indicada) - (Representando o Estado do Pernambuco) Miss Brasil Latina - 2010: Distrito Federal - Luísa Lopes (Finalista) - (Representando o Distrito Federal) | Miss Teenager Brasil - 2012: Espírito Santo - Amanda Recla (2º. Lugar) - (Representando o Estado do Espírito Santo) Miss Brasil Teen Universe - 2013: Mato Grosso do Sul - Érika Moura (2º. Lugar) - (Representando o Estado do Mato Grosso do Sul) Miss Brasil Beauty World - 2010: Paraná - Nathaly Goolkate (Aclamada) Miss Terra - 2010: Distrito Federal - Luísa Lopes - (Representando o Brasil, no Vietnã) Miss Intercontinental - 2011: Distrito Federal - Luísa Lopes - (Representando o Brasil, na Espanha) Miss Beauty World - 2010: Paraná - Nathaly Goolkate - (Representando o Brasil, na China) Miss Model Intercontinental - 2013: Espírito Santo - Amanda Recla (Vencedora) - (Representando o Brasil, no Peru) A Model Life - 2008: Goiás - Beatrice Fontoura Elite Model Look Brasil - 2008: Amazonas - Ytala Narjjara (3º. Lugar) Menina Fantástica - 2009: Rio Grande do Sul - Marina Helms (Seletiva) Rainha das Rainhas do Carnaval de Belém - 2014: Amapá - Priscila Winny (2º. Lugar) - 2014: Pará - Larissa Oliveira (18º. Lugar) Top CUFA Distrito Federal - 2012: Tocantins - Wizelany Marques (Vencedora) A Garota Mais Bela do Verão - 2011: Paraná - Nathaly Goolkate (2º. Lugar) Modelo do Diário Popular - 2005: Rio Grande do Sul - Marina Helms (Vencedora) |